# Chisholm contro Georgia
La sentenza della Corte Suprema degli Stati Uniti nel Caso Chisholm contro Georgia (1793) è una delle prime fra le decisioni più importanti nella storia della giurisprudenza statunitense. Il presidente della Corte Suprema all'epoca era John Jay.

## La sentenza
Nel 1792 Alexander Chisholm, l'esecutore testamentario di Robert Farquhar volle citare in giudizio lo stato della Georgia davanti alla Corte Suprema per i pagamenti dovuti per le merci che aveva fornito Farquhar in precedenza durante la Guerra d'indipendenza americana e che non erano mai state pagate.
Sostenne il caso il procuratore generale degli Stati Uniti Edmund Randolph mentre lo stato non inviò nessun rappresentante. I giudici emisero il verdetto (4 a 1) in favore del ricorrente. Gli altri giudici erano James Wilson,· William Cushing, John Blair·e James Iredell.

## Conseguenze
In conseguenza di questa sentenza venne ratificato l'undicesimo emendamento nel 1795.